# I See Fire
I See Fire is een lied geschreven door Ed Sheeran en Charlie Milner. Het lied is geschreven voor de film The Hobbit: The Desolation of Smaug uit 2013, waarvan het eveneens de soundtrack werd. De single werd wereldwijd op 5 november 2013 uitgebracht door WaterTower Music en Decca Records. In de Nieuw-Zeelandse hitlijst Recorded Music NZ noteerde de single de eerste plaats, evenals in Noorwegen en Zweden.

## Medewerkers
- Ed Sheeran – zang en achtergrondzang, gitaar, piano, viool, percussie, basgitaar en mixen
- Nigel Collins – cello
- Stephen Gallagher - geluidstechnicus
- Graham Kennedy - geluidstechnicus
- Pete Cobbin – mixen
- Kirsty Whalley – mixen
- Miles Showell – mastering

## NPO Radio 2 Top 2000
| Nummer met noteringen in de NPO Radio 2 Top 2000 | '14 | '15 | '16 | '17 | '18 | '19 | '20 | '21 | '22 | '23 | '24 |
| ------------------------------------------------ | --- | --- | --- | --- | --- | --- | --- | --- | --- | --- | --- |
| I See Fire                                       | 441 | 145 | 194 | 171 | 249 | 367 | 470 | 438 | 570 | 683 | 883 |

1. ↑  Een vetgedrukt getal geeft de hoogste notering aan.
2. ↑  2014 was het eerste jaar met een notering voor dit nummer.

## Covers
In 2020 coverde de Duitse middeleeuwse rockband Feuerschwanz het nummer.